# Fortifications de l'Est
 (décembre 2014).
On entend par fortifications de l'Est de la France, l'ensemble des places fortifiées et ouvrages isolés assurant la défense, en premier et second rideau, de l'actuelle frontière suisse longue de 230 km. Cette limite Est du territoire français découle de la conquête de la Comté de Bourgogne en 1674 et de l'annexion de la principauté de Montbéliard en octobre 1793.
Une frontière avec le Reich allemand (60 km) existe de 1871 à 1918, due à la création du Territoire de Belfort sauvé de l'annexion de l'Alsace par l'Allemagne, mais franc-comtois seulement depuis 1960.
Comme toutes les régions de France, le territoire de l'actuelle Franche-Comté voit l'érection durant la période féodale de plusieurs centaines de châteaux-forts.
Certaines villes sont très tôt protégées par des enceintes à l'image des deux plus importantes de la Province : Besançon et Salins, tandis que des forteresses comme celle des sires Joux ou des princes de Wurtemberg voient le jour aux Xe et XIe siècles. À Dole et Belfort, les premières fortifications sont de modestes châteaux féodaux, les enceintes étant érigées ultérieurement.
La Franche-Comté espagnole (et Besançon impériale) voient un remaniement de leurs fortifications sous Charles Quint (roi d'Espagne et empereur du Saint Empire) puis, après la conquête française, Louis XIV qui fait renforcer par Vauban les principales places fortes : Belfort, Besançon, Salins et Joux. Ces places voient de la fin du XVIIIe au milieu du XIXe, soit des modernisations soit des élargissements, les ingénieurs militaires restant fidèles aux forts bastionnés. Les redoutes du Michaud d'Arçon à Besançon restent à cet égard une exception.
Conséquence de la défaite de 1871 et de la perte de l'Alsace-Moselle, un nouveau système défensif à base de forts polygonaux isolés mais surtout organisés en camps retranchés et rideaux défensifs est mis en place de Dunkerque à Nice. En hommage au général Raymond Adolphe Séré de Rivières qui l'initie entre 1874 et 1880, l'ensemble des constructions réalisées jusqu'au début de la Première Guerre mondiale est nommé "Système Séré de Rivières" : pas moins de 212 forts, 18 redoutes, et 156 ouvrages viennent ainsi compléter 118 fortifications plus anciennes mais encore opérationnelles, sans compter plusieurs milliers de batteries.
La frontière de l'est telle que définie plus haut comptabilise 38 forts, 1 redoute et 42 ouvrages.
La faiblesse des forts Séré de Rivières face aux obus allemands employés en 1914-18, malgré un renforcement à partir de 1885, à l'aide du béton armé de forteresse, et de l'enfouissement des ouvrages les moins anciens, incite le ministère de la défense à lancer entre 1928 et 1940 la construction de la ligne Maginot. Les parties de cette ligne couvrant la frontière de l'Est constituent les secteurs défensifs / fortifiés dits de Montbéliard, s'appuyant principalement sur le réutilisation de certains forts Séré de Rivières, et du Jura (central).
Aujourd'hui, seuls quelques forts sont en restauration par des équipes de bénévoles intéressées à la sauvegarde du patrimoine des fortifications et places fortes en France, dont la fédération "la Caponnière" à Belfort et AVALFORT (Association pour la valorisation des fortifications de Grand Besançon Métropole) à Besançon.

## Forts du Doubs

### Défense sur lafrontière suisse
- Fort de Joux à la Cluse-et-Mijoux (Xe siècle, modifié par Vauban, puis par Séré de Rivières) défense de la vallée de Pontarlier et des routes vers la Suisse, notamment celle menant aux Verrières, lieu de signature de la Convention du même nom qui permit l'internement en Suisse de la 1re armée française (Armée de l'Est) lors de la Guerre franco-allemande de 1870. Visitable tous les jours, y compris les remparts.
- Fort du Larmont supérieur  ou fort Catinat à la Cluse-et-Mijoux (1880-1883) (pas de visite, propriété privée).
- Fort du Larmont inférieur (1843-1852) ou fort Malher, face au fort de Joux pour 290 hommes (pas de visite, propriété privée).
- Fort de St-Antoine ou Lucotte (1879-1883) au-dessus du Lac de Saint-Point, interdisait la route de Lausanne (cave pour l’affinage du Comté).
- Fort des Rousses sur la commune des Rousses (cave pour l’affinage du Comté).
- Fort du Risoux

### Défense de Montbéliard
Ces quatre fortifications font partie du Môle défensif du Lomont
- Fort du Mont Bart (1873-1877) sur la commune de Bavans, défense de Montbéliard et voies de communication vers Besançon (520 hommes et 53 pièces). En restauration et visitable.
- Fort Lachaux à Grand-Charmont (1874), 708 hommes, ceinture Sud de Belfort, surveillance des trouées du Doubs et de la Lizaine. Occupé par des associations, dont une société de Tir.
- Batterie des Roches à Pont-de-Roide-Vermondans (1880), défense de la vallée et de la route de Maîche et Montbéliard. Visitable
- Fort du Lomont (1875-1878) pour 934 hommes, dispositif de défense du massif (visite avec autorisation).

## Forts du Territoire de Belfort
- Citadelle de Belfort (Vauban en 1675 puis Haxo à la suite du congrès de Vienne en 1815) construction d’une place forte imprenable face à l’empire germanique. Visitable tous les jours, y compris les remparts.
  - Fort Hatry (1865-70) ou fort des Barres, défense de Belfort. Visitable.
  - Fort de la Justice (1825-42) camp retranché de Belfort. Non visitable, sauf le tour des remparts.
  - Fort et Tour de la Miotte (1831-35) pour 100 hommes, vestiges d’une ancienne tour de guet d’un château féodal. Visitable certains jours, y compris les remparts.
  - Redoute de Bellevue ou Denfert-Rochereau. Disparu.
- Fort des Hautes-Perches à Pérouse (1874-77) pour 230 hommes. Propriété de l’Armée.
- Fort des Basses-Perches à Danjoutin (1874-78) pour 188 hommes, propriété de la commune de Danjoutin. Visitable sur demande.
- Ouvrage de Meroux (1908-13) en béton armé pour résister aux obus torpilles, aménagé en salle festive par la municipalité.
- Ouvrage terrassé de Moval (1890-91).
- Fort de Chèvremont (1889-90) ceinture est du camp retranché de Belfort, ouvrage en béton. Propriété de l’armée.
- Fort Ordener à Vézelois (1883-86) pour 500 hommes, en liaison avec Meroux, surveillance des voies ferrées de Mulhouse et Delle, couvrir le flanc droit du fort de Chèvremont. Ouvert au public sur demande.
- Réduit du Bosmont (1874-1877) pour 50 hommes, propriété de la commune de Danjoutin. Visitable.
- Fort de Roppe (1875, modernisé en 1914-18), terrain militaire.
- Ouvrage de l’étang Neuf.
- Ouvrage du Piton Lagace.
- Ouvrage de Denney (1890-91). En partie disparu.
- Fort de Bessoncourt (1883-1886) ou fort Sénarmont, pour 673 hommes, fait partie de la ceinture et du camp retranché de Belfort. Surveillance des forts de Roppe, de Vézelois et des routes Belfort-Mulhouse-Bâle.
- Ouvrage du Rondot (1890-91), disparu.
- Ouvrage du Monceau à Valdoie (1889-1890), ouvrage d’infanterie en béton, pour 210 hommes d’infanterie (propriété de la Cie locale des Eaux).
- Ouvrage d’infanterie des 3 chênes (1890-91), accès libre.
- Ouvrage des Grands Bois (1890-91).
- Ouvrage des Fougerais (1889-90) en béton. Terrain militaire.
- Fort du Bois d’Oye ou fort de Bermont, pour 600 hommes. Propriété de l'armée.
- Ouvrage de la Verpillière (1889-90), construction bétonnée.
- Ouvrage du Bas du Mont (1890) à Urcerey. Disparu.
- Fort du Salbert (1874-1877) assurer la couverture face avec le fort de Giromagny et du Mont-Vaudois avec 500 hommes. Au milieu du XXe siècle, il a été utilisé dans le cadre de l'ouvrage "G" de la D.A.T. Visite des dessus possible. La visite interne en est dangereuse du fait des trous et des puits non sécurisés.
  - Ouvrage Sud du Salbert (1890-91).
  - Ouvrage du Petit Salbert (1890-91).
  - Ouvrage de la Forêt (1890-91).
  - Ouvrage du Haut Salbert (1890-91).
  - Ouvrage du Nord Salbert (1890-91).
- Ouvrage dit "de la Côte" à Essert ou fort Édouard Thiers (1890-92), seul ouvrage enterré de la région avec celui de Pugey (près de Besançon), propriété de la commune d'Essert. Visitable sur demande.
- Fort du Mont-Rudolphe à Offemont (1885) en béton armé pour résister aux obus torpilles. En travaux en 1914; Inachevé.
- Ouvrage du Haut-Bois (1889-90), appartient à la commune de Banvillars, loué à un club de naturistes.
- Fort Dorsner à Giromagny (1874-1879), 650 hommes et environ 50 pièces, construit en grès rose, un des rares à avoir une cour centrale octogonale. Propriété de la commune de Giromagny (ouvert au public sur demande).

## Fort de Haute-Saône
- Ouvrage d’infanterie d’Héricourt (1890-91). Disparu.
- Fort du Mont Vaudois à Héricourt (1874-77) camp retranché de Belfort pour 667 hommes. En restauration et visitable sur demande.
- Fort de Château Lambert : appartient à un particulier.
- Fort de Rupt-sur-Moselle : sur la commune haut saônoise de La Rosière. Militaire.
- Fort du Ballon de Servance : transformé en station de surveillance de l'espace aérien.